# Сардини, Эльза Матильда
Эльза Матильда Сардини (исп. Elsa Matilde Zardini, 9 июня 1949 — 30 ноября 2020) — аргентинско-парагавайский ботаник, преподаватель, куратор и исследователь. Участница ботанических экспедиций в США, Бразилию, Аргентину, Парагвай. Специалист по исследованию флоры бассейна реки Ла-Плата, в особенности на территории Парагвая. Является автором или соавтором 35 научных работ, ей описано 50 ботанических таксонов.

## Биография[2]
Эльза Матильда Сардини родилась в городе Ла-Плата, административном центре аргентинской провинции Буэнос-Айрес. Там же она провела свое детство и юность, периодически бывая в провинции Сан-Хуан и в США. 
Обучаясь на факультете Естественных Наук Национального университета Ла-Платы она получила степень магистра в 1973 году, а годом позже, в возрасте 25 лет, под руководством известного ботаника Анхеля Кабреры защитила докторскую диссертацию по ботаническому роду Trichocline семейства Сложноцветные. 
После получения Стипендии Гуггенхайма Эльза продолжила обучение в Гарвардском университете под руководством профессора Ричарда Е. Шультеса, "отца" современной этноботаники, занимаясь исследованиями в области полезного использования растений.
Вернувшись в университет Ла-Платы, Сардини продолжила работу на кафедре систематики сосудистых растений, одновременно сотрудничая с профессором Женевьевой Доусон де Теруджи с кафедры прикладной ботаники и фитогеографии.
В 1984 году Эльза покинула Ла-Плату и несколько лет работала в одном из крупнейших международных исследовательских и образовательных ботанических центров, Ботаническом саду Миссури (США), после чего в 1987 году переселилась в столицу Парагвая Асунсьон в качестве резидента-ботаника от этого учреждения. В этот период Сардини сотрудничала с различными исследовательскими группами по изучению флоры Парагвая, в результате чего были собраны многочисленные ботанические коллекции с охраняемых территорий, опубликованы таксономические исследования семейств Сложноцветные, Розоцветные и Кипрейные, а также проведены этноботанические исследования.

## Научная деятельность
Эльза Матильда Сардини — одна из учениц и последовательниц известного испано-аргентинского ботаника Анхеля Кабреры. Основной сферой её научных интересов являлись семенные и споровые растения, семейства Астровые и Кипрейные, в особенности род Людвигия.
В период с 1987 года и до конца жизни Сардини работатла в качестве резидента-ботаника от Ботанического сада Миссури в Парагвае. Здесь она уделяла большое внимание заключению соглашений о межведомственном сотрудничестве с различными местными учреждениями, которые привлекали местных специалистов по ботанике для выполнения проектов. Она курировала научную деятельность студентов, организовала сбор многочисленных коллекций флоры Парагвая по всем регионам страны, уделяя особое внимание охраняемым территориям, таким как национальные парки Ибикуи, Озеро Ипоа (в настоящее время Reserva de Recursos Manejados Lago Ypoá), Серро Кора, Каасапа (округ Каагуасу), Пасо Браво, Серрания Сан Луис, Дефенсорес дель Чако, Теньенте Агрипино Энсисо, Меданос дель Чако, памятник природы Масисо Акаай (Monumento Natural Macizo Acahay), Ибитирусу (Reserva de Recursos Manejados Ybytyruzú), охранные территории Итайпу, Йасирета, Мбаракайу, Тапита (Reserva Natural Privada Tapytá) и другие.
Собранные Сардини в течение десятилетий коллекции растений со всей территории страны хранятся в гербариях Парагвая — гербарии Центра биологических исследований и коллекций по охране биологических ресурсов код PY, Национального университета Асунсьона (НУА) код FCQ, Факультета точных и естественных наук НУА, Ботанического сада Асунсьона код AS, Лаборатории ботаники Итайпу, в гербарии Ботанического сада Миссури (США) код MO, Ботанического сада Женевы код G и других коллекциях по всему миру. Всего учёным были собраны 89 477 гербарных экземпляров в 17 странах, которые хранятся в 147 учреждениях, а также идентифицированы ранее собранные 7 567 экземпляров в 109 коллекциях. Все эти обширные данные, являющиеся огромным вкладом в изучение флористического биоразнообразия Парагвая, включены в базу данных Tropicos и доступны всему научному миру.
С 1999 по 2005 годы Сардини курировала межведомственный проект «Каталог сосудистой флоры Парагвая» (El Catálogo de la Flora Vascular del Paraguay), созданный совместно с Ботаническим садом Миссури, Национальным музеем естественной истории Парагвая (государственный Секретариат по охране окружающей среды Парагвая), Главным управлением магистерского образования (НУА), Факультетами ботаники, химических, точных и естественных наук НУА, Ботаническим и зоологическим садом Асунсьона (Муниципалитет Асунсьона), а также при участии нескольких парагвайских ботаников. Сведения из каталога находятся в свободном доступе на сайте Ботанического сада Миссури www.mobot.org.
В 2011 году была назначена ассоциированным куратором Ботанического сада Миссури. 
По данным сайта tropicos.orgа за авторством Сардини зарегистрировано 50 ботанических видов растений. Один из таксонов назван в честь дочери, Марии Лианы Сардини — Dasyphyllum maria-lianae Zardini & Soria. Этот эндемик горного хребта Ибитирусу из семейства сложноцветных был обнаружен в 1992 году и опубликован в качестве нового вида в 1994 году.

## Публикации
По данным сайта tropicos.orgа Эльза Матильда Сардини является автором или соавтором 35 научных работ, в том числе:
- Averett, J. E., P.H. Raven & E. M. Zardini "Flavonoid systematics of seven sections of Ludwigia (Onagraceae)", 1987, Annals of the Missouri Botanical Garden, 4(3): 595–599
- Cabrera, A. L. & E. M. Zardini "Especies nuevas o criticas del género Senecio (Compositae)", 1975, Boletín de la Sociedad Argentina de Botánica 16(4): 377–389
- различные разделы в Cabrera, A.L. & E.M. Zardini "Manual de la Flora de los Alrededores de Buenos Aires", 1978
- Fox, C. & E. M. Zardini "Langsdorffia Mart. (Balanophoraceae), un nuevo género para Paraguay", 1998, Candollea 53(1): 118–119
- Meneses, R. I., E. M. Zardini & P. E. Berry "Onagraceae", 2014, Catálogo de las plantas vasculares de Bolivia, Monographs in systematic botany from the Missouri Botanical Garden, 127(2): 890–894
- Sagástegui Alva, A. & E. M. Zardini "Una nueva especie de Senecio (Compositae-Senecioneae) de Perú", 1982, Hickenia, 1(58): 313–316
- Soria Rey, N. & E. M. Zardini "Two new species of Trixis (Asteraceae-Mutisieae) from Paraguay", 1991, Annals of the Missouri Botanical Garden, 78(2): 531–534
- Soria Rey, N. & E. M. Zardini "Novedades en el genero Baccharis L. (Asteraceae-Astereae) de Paraguay", 1991, Candollea, 46: 535–540
- различные публикации Zardini, E. M. в Boletín de la Sociedad Argentina de Botánica, 1973-1980
- Zardini, E. M. & P.H. Raven раздел "Onagraceae" в Flora of the Guianas. Series A, Phanerogams, 1991, 98: 1–46